# Tournoi européen d'Angleterre de rugby à sept
Le Tournoi européen d'Angleterre de rugby à sept est un tournoi annuel international de rugby à sept comptant pour les Seven's Grand Prix Series et qui se déroule depuis 2015 au Sandy Park d'Exeter.

## Historique
Pour sa première saison, le tournoi se dispute à Manchester. Depuis 2015, il se dispute au Sandy Park d'Exeter.

## Palmarès
| - 2014 : Angleterre - 2015 : France - 2016 : Grande-Bretagne Royals - 2017 : Russie - 2018 : Angleterre |